# Geschichte Tuvalus
Die Geschichte Tuvalus beschreibt die Entwicklung des im Pazifischen Ozean liegenden Inselstaates Tuvalu von der Besiedlung durch die Urbevölkerung, über die Erkundungen, Christianisierung und Kolonialisierung durch Europäer bis zum Weg in die Unabhängigkeit vom Vereinigten Königreich am 1. Oktober 1978.

## Geschichte Tuvalus

### Die Inseln

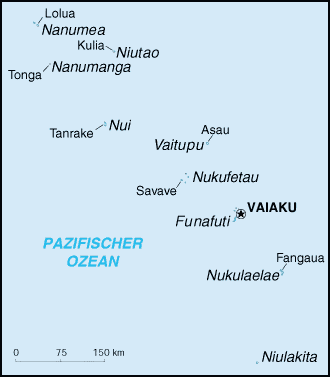
Karte Tuvalus

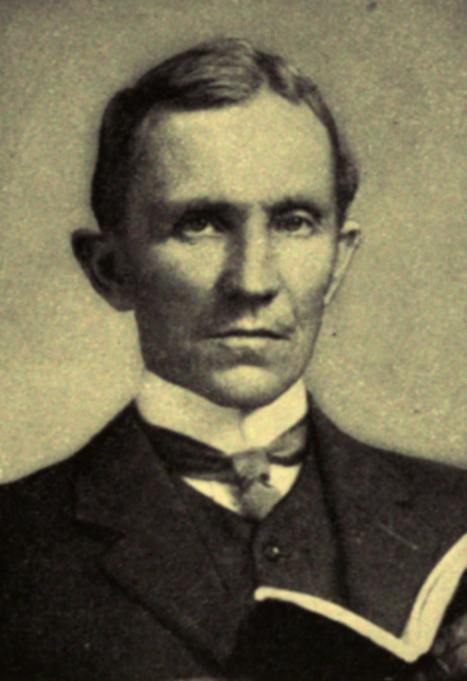
Sir Tannatt William Edgeworth David unternahm 1897 eine Forschungsreise nach Funafuti zur Untersuchung der Korallenriffe

Die Inseln Funafuti, Nanumea, Nui, Nukufetau, Nukulaelae und Vaitupu sind Atolle, ringförmige Korallenriffe, die eine Lagune umschließen, die außer im Fall von Vaitupu wesentlich größer als die jeweilige Landfläche ist. Die Bildung von Koralleninseln war im 19. Jahrhundert ein Thema mit erheblichen wissenschaftlichen Argumenten. Da Korallen nur in geringen, selten unter 80 Meter Tiefen des Meeres wachsen, beunruhigte Wissenschaftler der damaligen Zeit besonders, warum die sich aus ihren Überresten gebildeten Korallenfelsen oft über Hunderte von Metern unter dem Meer erstreckten.
Im Jahr 1842 brachte der berühmte Wissenschaftler Charles Darwin, der 1835/36 den Pazifik besuchte, die Theorie auf, dass Koralleninseln auf langsam abfallenden Vulkangesteinen errichtet wurden. Als das vulkanische Fundament sank, trug es die toten Korallen in größere Tiefen. In der Zwischenzeit wuchsen auf der Oberseite dieser Haufen in der Nähe der Oberfläche neue Korallenablagerungen, so dass das Aufwärtswachstum der Korallen mit der Absenkung Schritt hielt. Später kam es zu einer weiteren Vulkanbewegung, die einige der Korallen zu Inseln drängte. Dadurch war es laut Darwin so, dass sich eine feste Masse aus Korallenfelsen über der Oberfläche des Meeres befand und sich von dort aus durch die Gewässer erstreckte, in denen es geformt wurde, bis in Tiefen, in denen die Korallen nie gelebt hatten.
Nach vielen Jahren der Diskussion über die Atollstrukturen entschied sich die Royal Society in London dafür, Bohrungen in die Korallen vorzunehmen und eine Probe davon von weit unter der Oberfläche zu entnehmen, um zu erforschen, ob diese Proben Spuren von Flachwasserorganismen enthalten. Im Jahr 1896 wurde eine Expedition nach Tuvalu entsandt, die auf Funafuti 33 Meter tief bohren konnte. 1897 führte eine andere Gruppe von Wissenschaftlern unter der Leitung von Professor Edgeworth David von der Universität Sydney Bohrungen in einer Tiefe von 200 Metern durch, während eine dritte Gruppe im folgenden Jahr eine Probe aus einer Tiefe von 340 Metern erhielt. Dabei wurde herausgefunden, dass alle Proben Spuren von Flachwasserorganismen enthielten. Allerdings konnte keine der Bohrungen die Tiefe der vulkanischen Basis von Funafuti erreichen. Ein weiterer Versuch wurde im Jahr 1911 unternommen, der ebenfalls nicht erfolgreich war. Die Bohrlöcher sind bis heute an der Stelle zu sehen, die jetzt Davids Drill genannt wird.
Die Ehefrau von Professor Edgeworth David schrieb ein Buch, in dem sie ihre Erfahrungen in Funafuti beschrieb. Dieses erschien 1899 unter dem Titel Funafuti, Or Three Months on a Coral Island (Funafuti oder Drei Monate auf einer Koralleninsel).

### Ankunft der Tuvaluer
Laut Sprachwissenschaftlern reicht die Tuvaluische Sprache und damit die Besiedlung des Landes etwa 2000 Jahre zurück. Die traditionellen Geschichten und Abstammungen reichen jedoch meist nur etwa 300 Jahre bis Anfang des 18. Jahrhunderts zurück, so dass die Geschichte Tuvalus nicht von den früheren Vorfahren stammt, sondern von späteren Ankömmlingen in Tuvalu. Es wird allgemein angenommen, dass die früheren Vorfahren hauptsächlich aus Samoa stammten, die möglicherweise über Tokelau, oder aus Tonga und Uvea (Wallis-Inseln) kamen. Diese Siedler waren alle Polynesier, mit Ausnahme von Nui, wo viele Menschen von den Mikronesier aus Kiribati abstammen.
An der Nordküste von Nanumanga untersuchten Taucher 1986 die örtliche Legende eines „großen Hauses unter dem Meer“. Sie fanden eine Unterwasserhöhle, die mehr als 40 Meter entlang der Korallenfelsen hinunterführte. In der Höhle fanden sich rund 8.000 Jahre alte Hinweise auf eine antike Besiedlung, die der allgemeinen Auffassung der Besiedlung des Pazifikraumes vor 4.000 Jahren widersprechen. Klimatische Hinweise auf einen massiven Anstieg des Meeresspiegels, der vor 18.000 Jahren begann und vor 4.000 Jahren aufhörte, haben aber mutmaßlich die meisten Beweise für eine viel frühere menschliche Migration nach Tuvalu und andere Inseln im Pazifik vernichtet.
Es gibt drei unterschiedliche Sprachgebiete in Tuvalu. Das erste Gebiet umfasst die Inseln Nanumea, Niutao und Nanumanga. Die zweite ist die Insel Nui, auf der die Einwohner eine Sprache sprechen, die sich grundlegend von der kiribatischen Sprache ableitet. Die dritte Sprachgruppe umfasst die Inseln Vaitupu, Nukufetau, Funafuti und Nukulaelae. Heute werden Tuvaluisch und Englisch auf den Inseln gesprochen. Laut heutigen Wissenschaftlern betrug die Bevölkerung von Tuvalu vor 1900 nie mehr als 3000 Einwohner. Diese Meinungen basieren auf frühen Berichten der Mission und auf sorgfältigen Schätzungen der Kapazität der Nahrungsressourcen des Landes. Obwohl sie durchaus richtig sein mögen, sollten diese Ansichten nicht unkritisch akzeptiert werden, denn die schriftlichen Aufzeichnungen stammen von Personen, die mit dem Leben in Tuvalu nicht vertraut waren und anders einschätzen als die auf Tuvalu lebenden Menschen.
Von Archäologen wird teilweise vertreten, dass die Urbevölkerung möglicherweise höher entwickelt waren. Beispielsweise wurde bei einer durch einen der Pastoren der Mission in Niutao in den frühen 1930er Jahren organisierten Grabung um das Dorf Malae viele menschliche Schädel entdeckt, die etwa einen Meter unter der Oberfläche begraben waren. In Nukufetau konnten ebenfalls zahlreiche Menschengräber entdeckt werden, insbesondere auf der Insel Fale. Weitere Beweise stammen aus den riesigen Löchern, die in die Erde gegraben wurden, um das auf Tuvaluisch Pulaka genannte Taro zu züchten. Diese Gruben wurden unterschiedlich tief gegraben. Die meisten waren zwischen 30 Zentimetern und sechs Metern tief, aber einige sind zwanzig Meter tief von der Basis bis zum höchsten Punkt des aufgeworfenen Bodens. Diese Art von landwirtschaftlichen Nutzungsflächen und Vorratslagern werfen teilweise die Vermutung auf, dass die Bevölkerungszahl auch über 3.000 Menschen gelegen haben könnte. Darüber hinaus enthalten die traditionellen tuvaluischen Erzählungen keine Berichte über enorme Bevölkerungsverluste, auch wenn Menschen in Kriegen getötet wurden oder wahrscheinlich an Dürren oder Wirbelstürmen starben. 1979 wurde die Bevölkerung von Tuvalu auf 7349 geschätzt. Die gegenwärtige Bevölkerung von Tuvalu beträgt rund 10.640 Einwohner, sowie darüber hinaus wachsende tuvaluische Gemeinden in anderen Ländern, vor allem in Australien, Neuseeland und Kiribati.

### Europäische Erforschungen

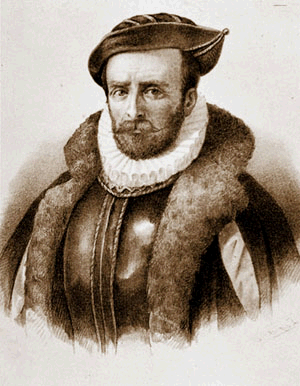
Der spanische Entdecker und Seefahrer Alvaro de Mendaña de Neyra war der erste Europäer, der 1568 mit Tuvalu in Kontakt kam

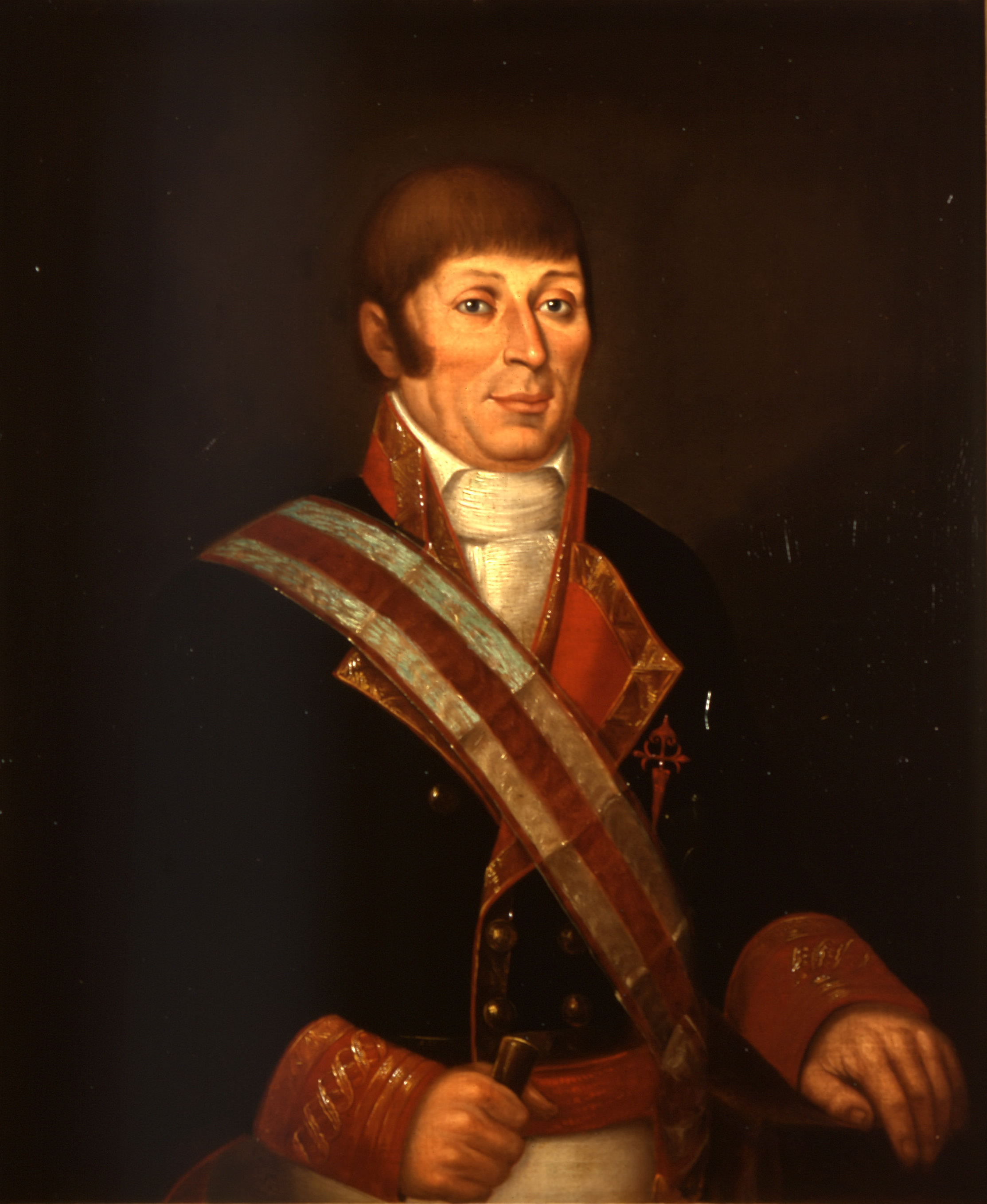
Der spanische Kaufmann und Seefahrer Francisco Antonio Mourelle de la Rúa wurde 1781 zur Zwischenlandung auf Tuvalu gezwungen und entdeckte Nanumanga und Nanumea

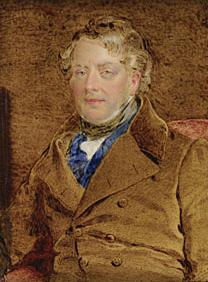
Nach dem englischen Kaufmann und Politiker Edward Ellice wurde Tuvalu 1819 Ellice Islands benannt

Der erste Europäer, der mit Tuvalu in Kontakt kam, war Alvaro de Mendaña de Neyra, ein spanischer Entdecker und Seefahrer. Er segelte in den Jahren 1567 und 1568 westwärts über den Pazifik, um einen wesentlichen Teil der östlichen Hälfte der Salomonen zu entdecken, zu erkunden und zu benennen. Am 16. Januar 1568 sah Mendaña mit seinem Schiff Capitana seine erste Insel, die sich als Nui herausstellte, und nannte sie die Isla de Jesús (Insel Jesu). Mendaña selbst berichtete über Nui: „Wir fanden es so klein, dass es nicht mehr als sechs Meilen im Umfang war. Die Insel war voller Bäume wie Palmen; Richtung Norden hatte es ein Riff…“ Obwohl sich die Insulaner zum Schiff wagten, wurde kein Kontakt zu ihnen hergestellt. Gallego, der erste Steuermann, dokumentierte lediglich, dass es sich um ‚Nackte und Mulatten‘ handelte, und Sarmiento, der Kapitän des Flaggschiffs, stellte fest, dass die Insel ‚eine große Fischerei‘ hatte.
Ein Vierteljahrhundert später erhielt Alvaro de Mendaña de Neyra erneut Schiffe und Mannschaften, um den Pazifik erneut zu erkunden. Am 11. April 1595 brach Mendaña de Neyra mit seiner Frau Isabel zu einer weiteren, der zweiten Entdeckungsreise auf. Am 29. August 1595 wurde das Atoll von Niulakita entdeckt und La Solitaria genannt. Wieder einmal wurde kein Kontakt hergestellt und Mendaña segelte auf der Suche nach den Salomonen ab, wo er auf Santa Cruz am 18. Oktober 1595 starb.
Dies war der erste und einzige europäische Kontakt mit Tuvalu für fast zwei Jahrhunderte. Die Atolle wurden bis 1781 außer Acht gelassen, ehe der spanische Kaufmann und Seefahrer Francisco Antonio Mourelle de la Rúa bei ungünstigen Winden auf einer Reise von Manila nach Mexiko südlich des Äquators gezwungen wurde, dort zwischen zu landen. Mit unzureichenden Vorkehrungen und aufgrund der durch Kakerlaken aufgefressenen Vorräte, wurde er bis in den Süden des tonganischen Archipels gezwungen. Er segelte am 5. Mai 1781 nordwärts zu einer Insel, die er Isla del Cocal, das Atoll von Nanumanga, nannte. Es war unmöglich zu landen, obwohl die Insulaner, die ebenfalls an Bord kamen, versuchten, seine Fregatte La Princesa zu schleppen, indem sie Leinen an den Bug banden. Mourelle gab schließlich den Versuch auf und segelte nach Nordwesten und sah Nanumea, den er San Augustin nannte, aber nicht näher als sechs Leugen. Wieder einmal waren Tuvalu-Atolle durch Zufall entdeckt worden, weckten aber weiterhin wenig oder kein Interesse bei ihren Entdeckern.
Der US-amerikanische Kapitän Arent Schuyler de Peyster führte die Wiederentdeckung von Tuvalu durch. Er befehligte die britische Brigantine Rebecca, die im Mai 1819 eine Gruppe von vierzehn Inseln entdeckte, die als bewohnt zu gelten schienen. Das erste Atoll wurde entdeckt, als die Rebecca nur knapp 50 Meter vom Ufer entfernt war. Weniger die Sichtbarkeit und die Isolation von Tuvalu, sondern eher die Sorge für Schiffbrüche waren der sehr deutliche Grund für die verspätete Entdeckung. Das Atoll war Funafuti und de Peyster nannte es Ellice’s Group nach dem englischen Kaufmann Edward Ellice, dem Eigner der Ladung der Rebecca und Mitglied des House of Commons für Coventry. Ellice war auch ein Finanzier mit weitreichenden imperialistischen Interessen und eine führende Persönlichkeit der Hudson’s Bay Company in Kanada. Am nächsten Morgen sah de Peyster Nukufetau, das er de Peyster’s Group nannte, ehe der englische Hydrograf Alexander George Findlay in seinem 1851 erschienenen Werk Coasts and Islands of the Pacific Ocean den Namen Ellice Islands auf alle neun Inseln anwandte.
Im darauffolgenden Jahrzehnt besuchten mehr Händler und Walfänger kurz Tuvalu, vor allem nach der Entdeckung des Walfanggebiets im Zentralpazifik im Jahre 1818. Kapitän George Barrett war mit dem aus Nantucket kommenden Walfängerschiff Independence II der erste, der Nukulaelae entdeckte, und am 6. November 1821 Niulakita wiederentdeckte. Vier Jahre später entdeckte Obed Starbuck 1825 mit dem Walfängerschiff Loper Niutao und Vaitupu und Kapitän Eeg des holländischen Schiffes Pollux, Nui, mehr als 250 Jahre nach Mendañas erster Reise. Obwohl nur wenige Reisebericht verfasst wurden, dienen sie schließlich dazu, die Position der Atolle auf der Karte des Pazifiks zu bestimmen. Unbeabsichtigte Entdeckungen führten zu einer fast unbeabsichtigten Eingliederung. In der Mitte des 19. Jahrhunderts waren die Tuvaluer offensichtlich mit den unglücklichen medizinischen Auswirkungen der zunehmenden Zahl von Europäern vertraut. Als Kapitän Pease des Schiffes Planter als einer der ersten Europäer das Atoll von Nanumea besuchte, wurde er gewaschen und durfte erst nach verschiedenen weiteren Zeremonien an Land treten.
Die Gewässer um Tuvalu wurden im 19. Jahrhundert von weiteren amerikanischen Walfängern besucht. Seeleute verließen jedoch nur gelegentlich ihre Schiffe und setzen an Land, während einige der Inselbewohner Besatzungsmitglieder wurden. Einige Strandräuber aus Europa wurden Händler und Vertreter von Firmen in Australien, Deutschland und den USA und organisierten den Export von Kokosöl oder Kopra. In den 1860er Jahren nahmen Sklavenhändler, die sogenannten „Blackbirders“ etwa 400 Insulaner, hauptsächlich aus Funafuti und Nukulaelae, mit, um in Peru zu arbeiten. Keiner von ihnen kehrte jemals zurück. Andere wurden später für Plantagen in Fidschi, Samoa und Hawaii rekrutiert. Europäische Krankheiten verursachten zudem bei den Inselbewohnern viele Todesfälle.

### Christentum und europäische Händler

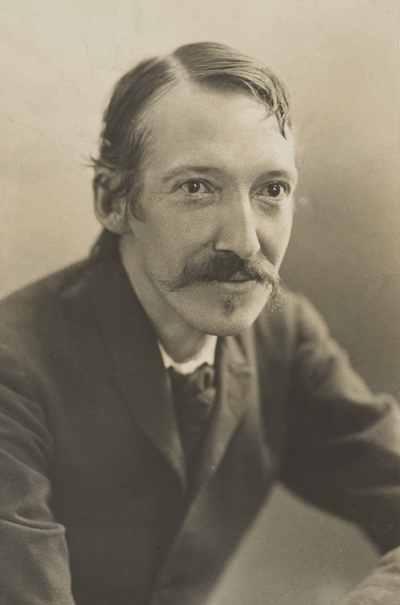
Der Schriftsteller Robert Louis Stevenson besuchte 1890 zusammen mit seiner Ehefrau Fanny Stevenson die Insel Funafuti

Das Christentum wurde 1861 eingeführt, als einige Anhänger der London Missionary Society (LMS) aus Manihiki auf den Cookinseln aus Versehen im Kanu nach Nukulaelae trieben. Im Mai 1865 besuchte Reverend A. W. Murray von der London Missionary Society von Samoa Tuvalu, woraufhin samoanische Pastoren sich auf den verschiedenen Inseln niederließen. Bis heute ist die große Mehrheit der Tuvaluer Mitglied der Staatskirche Ekalesia Kelisiano Tuvalu (EKT), die sich aus der Missionstätigkeit der London Missionary Society von 1861 entwickelte.
Das deutsche Reederei- und Kaufmannsunternehmen Godeffroy und Sohn aus Hamburg war das erste Handelsunternehmen in Tuvalu. Da die Einheimischen die Kopra-Herstellung nicht organisiert betrieben, entwickelte das Unternehmen eine systematische Einrichtung von Agenten, von denen viele amerikanische und britische Strandräuber waren. An verschiedenen Stellen der Inseln wurden europäische Waren, die von Godeffroy und Sohn geliefert wurden, an die Eingeborenen gegen die getrockneten Kokosnüsse getauscht. Dieses System war die Grundlage der Ansiedlung einer beträchtlichen Anzahl von Händlern, die sich zu dieser Zeit auf den Inseln ausbreiteten. Auf der 1892 durchgeführten Reise der Slup HMS Royalist erfasste deren Kapitän Davis, der die Gilbertinseln zum britischen Protektorat erklärte, folgende Händler und Kaufleute auf der Ellice’s Group: Duffy (Nanumea), Buckland (Niutao), Nitz (Vaitupu), John „Jack“ O’Brien (Funafuti), Alfred Restieaux und Fenisot (Nukufetau) und Martin Kleis (Nui).
Die Namen dieser Händler sind bis heute auf den Inseln von Tuvalu noch sehr gegenwärtig. Der aus einer englischen Familie französischer Abstammung kommende Alfred Restieaux war Glücksritter, der die Welt bereiste, darunter Südafrika, Australien, Südamerika und die Vereinigten Staaten, bevor er sich in Tuvalu niederließ. Er wurde schließlich von der von Johan Cäsar Godeffroy gegründeten John Caesar Godeffroy Company angestellt, die 1879 von der Deutschen Handels- und Plantagen-Gesellschaft der Südsee-Inseln zu Hamburg übernommen wurde. 1881 schloss sich George Westbrook, der für Henderson & Macfarlane tätig war, Alfred Restieaux auf der Insel Funafuti an. Westbrook, von Julian Dana in Gods als der größte Abenteurer von Westsamoa beschrieben, stammte wie Restieaux ebenfalls aus London. Westbrook und Restieaux wurden während ihrer Zeit als Händler in Funafuti feste Freunde und waren die einzigen zwei weißen Männer auf der Insel. Trotz der begrenzten Menge Kopra auf der Insel gab es zwischen den beiden Händlern niemals Feindschaft. Im Jahr 1888 verließ Westbrook Funafuti mit der Absicht, nach London zurückzukehren, und einige Jahre später ließ sich Alfred Restieaux in Nukufetau nieder, wo er 1911 verstarb. John „Jack“ O’Brien war australisch-irischer Abstammung und kam in den 1850ern nach Funafuti. Er war der erste Weiße in Funafuti und der Ellice-Gruppe, der den anderen weißen Händlern etwa dreißig Jahre voraus war. Er heiratete Salai, die Tochter des damaligen Königs von Funafuti, die Matriarchin einer großen Tuvalu-Familie wurde.
Ein bekannter australischer Autor, George Lewis Becke, verbrachte einige Zeit als Händler in Tuvalu. Bevor er sich dem Schreiben widmete, reiste er ausgiebig im Südpazifik und fand eine Anstellung in den Mai-Gebieten. Anfang 1880 nahm er eine Position beim Händler John S. de Wolf & Co auf Nanumanga an und eröffnete schließlich im Februar 1881 sein eigenes Geschäft in Nukufetau, wo er die Einheimische Nelea Tikena. Robert Louis Stevenson und seine Frau Fanny Stevenson besuchten 1890 mit dem Handelsdampfer Janet Nichol die Insel Funafuti. Sie blieben zwar nur zwei Tage, aber Fanny Stevenson verzeichnete den Besuch in ihrem Tagebuch sehr detailliert.

### Kolonialismus

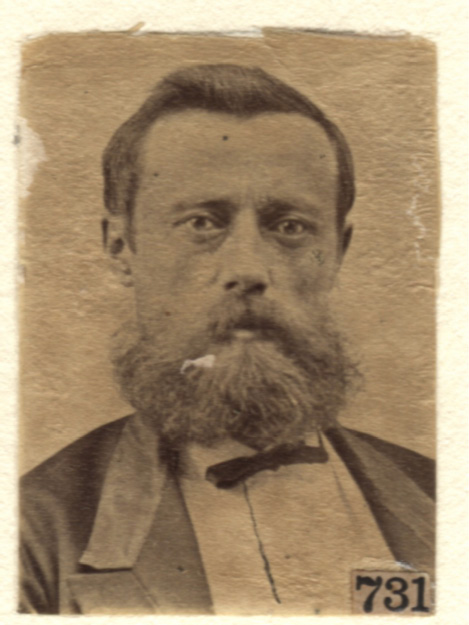
Der britische Hohe Kommissar für den westlichen Pazifik (High Commissioner for the Western Pacific), John Bates Thurston, empfahl die Übernahme der Inseln durch Großbritannien

Tuvalu unterstand unter der früheren Bezeichnung Ellice-Inseln seit 1877 der britischen Rechtsprechung. Im Jahr 1890 empfahl der in Fidschi residierende britische Hohe Kommissar für den westlichen Pazifik (High Commissioner for the Western Pacific), John Bates Thurston, die Übernahme der Inseln durch Großbritannien, um nicht nur mögliche Maßnahmen des Deutschen Kaiserreiches zu verhindern, die 1891 Großbritannien dazu drängten, ein Protektorat zu deklarieren, um die USA zu behindern, aber auch um die Rekrutierung von Arbeitskräften, den Verkauf von Waffen und Spirituosen und die Beendigung der wachsenden Turbulenzen innerhalb der Inselgruppe zu kontrollieren. Im Jahr 1892 erkannte die britische Regierung, dass das Versäumnis ein Protektorat zu erklären, wahrscheinlich trotz eines Abkommens von 1886 zur Übernahme Deutschlands führen würde. Der Oberbefehlshaber der Verbände der Royal Navy in Australien entsandte daraufhin das Kriegsschiff HMS Royalist unter dem Kommando von Kapitän zur See Davis zu den Gilbert- und Elliceinseln. Dieser hatte eigentlich nicht den Befehl ein Protektorat zu gründen, sondern nur die Inseln zu besuchen. Nach seiner Rückkehr berichtete er, dass die Häuptlinge (Aliki tupu) der Inseln die Errichtung eines Protektorats erbaten.
Daraufhin wurde Kapitän Gibson mit der Korvette HMS Curacoa zu den Inseln entsandt. Dort erklärte er zwischen dem 9. und 16. Oktober 1892 die Gilbert- und Elliceinseln zu einem britischen Protektorat. Erster Residierender Kommissar war daraufhin von 1892 bis 1901 Charles Richard Swayne, dem von 1901 bis 1909 W. Telfer Campbell sowie zwischen 1909 und 1913 John Quayle Dickson folgten. 1913 wurde Edward Carlyon Eliot Residierender Kommissar der Gilbert- und Elliceinseln. Am 10. Oktober 1915 wurden diese Inseln schließlich zur Kronkolonie erklärt und als solche am 12. Januar 1916 zur Gilbert and Ellice Islands Colony. Edward Carlyon Eliot wurde daraufhin Residierender Kommissar in der neuen Kronkolonie und dort 1921 von Herbert Reginald McClure abgelöst, dem 1926 Arthur Grimble folgte. Am 3. Dezember 1933 übernahm Jack Charles Barley das Amt des Resident Commissioner, der wiederum 1941 von Vivian Fox-Strangways abgelöst wurde.

### Zweiter Weltkrieg
Die japanische Expansion im Pazifik im Zweiten Weltkrieg erreichte die Gilbert-Inseln mit der Invasion von Tarawa im Dezember 1941, während andere Gilbert-Inseln später besetzt wurden. Die britische Kolonialverwaltung der Inseln wurde von Tarawa nach Funafuti verlegt, später jedoch wieder nach Suva in Fidschi verlegt. Die Japaner beabsichtigten, weiter nach Süden zu den Ellice-Inseln vorzudringen, aber die schweren Verluste in der Schlacht um Midway vom 4. bis 7. Juni 1942 verhinderten dies. So konnten die US-amerikanischen Truppen zuerst ankommen und im Oktober 1942 auf Funafuti landen. Dort bauten diese einen großen Flugplatz und installierten Bunkeranlagen für Flugabwehrkanonen.
Anschließend errichteten die US-Amerikaner Schutzwälle und Flugplätze auf Nukufetau und Nanumea. Alle drei von den Amerikanern besetzten Inseln wurden von den Japanern in der Regel nur mit minimalen Schäden bombardiert. Die Tuvalu-Inseln stellten wichtige Vorposten bereit, die es den Amerikanern erlaubten, nach Norden vorzustoßen, was schließlich zur Schlacht um die Gilbertinseln, der Landung auf Tarawa sowie der Schlacht um Makin im November 1943 führten, die mit einem Sieg der Amerikaner endeten.

### Der Weg zur Unabhängigkeit
Nach dem Zweiten Weltkrieg zogen viele Tuvaluer nach Tarawa, der wiedererrichteten Hauptstadt der Gilbert- und Ellice-Inseln-Kolonie. 1946 wurde Vivian Fox-Strangways von Henry Evans Maude als Residierender Kommissar abgelöst. Dort gab es bessere Beschäftigungsmöglichkeiten, hauptsächlich aufgrund des Wiederaufbaus nach dem Krieg. Allerdings stellte man fest, dass die dort vorhandenen Beschäftigungsmöglichkeiten ihre Zahl an Einwohnern anwachsen ließ. Ein Grund dafür war, dass das Bildungssystem während des Krieges auf den Ellice-Inseln weiter betrieben wurde, während dies auf den Gilberts aufgrund der japanischen Besetzung nicht der Fall war. Dies führte zu Rivalitäten im öffentlichen Dienst: Die ortsansässigen Gilbert-Insulaner mussten feststellen, dass die Ellice-Insulaner aufgrund ihrer Ausbildung auf dem Stellenmarkt bessere Chancen hatten. Die von den Ellice-Inseln Eingewanderten ihrerseits stellten fest, dass sie als einwohnermäßige Minderheit im Land auf politischer Ebene (Repräsentantenhaus) benachteiligt waren. 1949 übernahm John Peel den Posten des Residierenden Kommissars, wurde aber bereits 1952 von Michael Louis Bernacchi abgelöst. In den Jahren 1957 und 1958 kam es im Bereich der Gilbert- und Ellice-Inseln zu Kernwaffentests der ehemaligen Kolonialmacht Großbritannien. Nachfolger Bernacchis wurde im Mai 1962 Valdemar Jens Andersen, dem 1970 John Osbaldiston Field nachfolgte. Am 1. Januar 1972 wurde John Osbaldiston Field erster Gouverneur der Gilbert- und Elliceinseln, ehe 1973 John Hilary Smith dieses Amt übernahm.
Großbritannien bereitete die Kolonie auf die Unabhängigkeit vor, indem es 1974 Selbstverwaltung gewährte. Die Bewohner Ellice-Inseln waren jedoch nicht erfreut über den Gedanken, dass ihre Verwaltung auf die Gilbert-Inseln wechselte, und begannen Wege zur Abspaltung zu suchen. Aus diesem Grund führte die britische Kolonialverwaltung eine förmliche Untersuchung zur Haltung der Einwohner der Ellice-Inseln gegenüber der Sezession durch und kündigten an, dass ein Referendum abgehalten werden soll. Bei diesem sollten die Tuvaluer sich entscheiden, bei den Gilbert-Inseln zu bleiben oder sich von ihnen zu trennen. Vor dem Referendum wurde mitgeteilt, dass sie im Falle einer Trennung keine weiteren Lizenzgebühren aus der Phosphatgewinnung der auf Banaba ansässigen Pacific Phosphate Company (PPC) oder aus anderen Vermögenswerten der Kolonie erhalten würden. Trotzdem stimmten 3799 Inselbewohner (92 Prozent) für die Abspaltung und 293 gegen die Abspaltung.
Am 1. Oktober 1975 fand die rechtliche Trennung von den Gilbert-Inseln (dem heutigen Kiribati) statt. Als Residierender Kommissar fungierte vom 1. Oktober 1975 bis zum 1. Oktober 1978 Thomas H. Layng. Am 1. Januar 1976 wurde die vollständige Verwaltung der neuen Kolonie von Tarawa nach Funafuti verlegt.

### Unabhängigkeit

#### Die Jahre 1978 bis 1999

Staatsflagge von Tuvalu

Gouverneursflagge von Tuvalu

Die Ellice-Inseln wurden am 1. Oktober 1978 unter dem heutigen Namen Tuvalu eine unabhängige konstitutionelle Monarchie und das 38. (Sonder-)Mitglied des Commonwealth of Nations. Erster Generalgouverneur von Tuvalu und damit Repräsentant der Königin Elisabeth II. wurde daraufhin Fiatao Penitala Teo, während Toaripi Lauti, der seit dem 2. Oktober 1975 bereits Chefminister war, erster Premierminister wurde. Am 8. September 1981 übernahm Tomasi Puapua das Amt des Premierministers, während Tupua Leupena am 1. März 1986 neuer Generalgouverneur wurde. Am 16. Oktober 1989 wurde Bikenibeu Paeniu neuer Premierminister und am 1. Oktober 1990 der frühere Premierminister Toaripi Lauti neuer Generalgouverneur. Am 1. Dezember 1993 wurde zunächst Tomu Sione neuer Generalgouverneur und kurz darauf am 12. Dezember 1993 Kamuta Latasi neuer Premierminister, während bereits am 21. Juli 1994 Tulaga Manuella das Amt des Generalgouverneurs von Tomu Sione übernahm.
Bei einem parlamentarischen Misstrauensantrag im Fale i Fono, dem Parlament Tuvalus, am 17. Dezember 1996 stimmten sieben der zwölf Mitglieder des House of Assembly gegen Premierminister Kamuta Latasi. Daraufhin wurde am 23. Dezember 1996 erneut Bikenibeu Paeniu zum zweiten Mal zum Premierminister gewählt. Bei den Parlamentswahlen vom 26. März 1998 wurden sieben der zwölf Abgeordneten des Fale i Fono wiedergewählt. Zwei Mitglieder waren bereits in der Vergangenheit einmal Mitglied, während drei Abgeordnete erstmals zum Mitglied des House of Assembly gewählt wurden. Unter den wiedergewählten Abgeordneten waren Premierminister Bikenibeu Paeniu und Parlamentspräsident (Speaker) Tomasi Puapua. Der frühere Premierminister Kamuta Latasi verlor allerdings seinen Sitz im Parlament, in dem keine formellen Parteien vertreten sind. Am 8. April 1998 wurde Kokea Malua Innenminister. Am 26. Juni 1998 wurde der frühere Premierminister und bisherige Parlamentssprecher Tomasi Puapua neuer Generalgouverneur. Am 13. April 1999 verlor Premierminister Bikenibeu Paeniu ein Misstrauensvotum, woraufhin Ionatana Ionatana am 27. April 1999 zum neuen Premierminister gewählt wurde. Seinem Kabinett gehörten Lagitupu Tuilimu als Finanzminister sowie Faimalaga Luka als Innenminister an.

#### Die Jahre 2000 bis 2009
Am 5. September 2000 wurde Tuvalu Vollmitglied des Commonwealth of Nations und 189. Mitglied der Vereinten Nationen. Nachdem Premierminister Ionatana Ionatana am 8. Dezember 2000 verstarb, übernahm der stellvertretender Premierminister Lagitupu Tuilimu das Amt des Premierministers kommissarisch. Am 23. Februar 2001 wurde der bisherige Innenminister Faimalaga Luka zum neuen Premierminister gewählt und am 24. Februar 2001 als solcher vereidigt. Am 13. Dezember 2001 wählte die Fale i Fono Koloa Talake zum neuen Premierminister, nachdem die Regierung von Premierminister Faimalaga Luka zuvor am 7. Dezember 2001 ein Misstrauensvotum verloren hatte. Talake wurde am 14. Dezember 2001 als Premierminister vereidigt. Bei den Parlamentswahlen vom 25. Juli 2002 wurden neun der nunmehr 15. Mitglieder des House of Assembly wiedergewählt, während Premierminister Koloa Talake und drei seiner Minister ihre Sitze verloren. Daraufhin wurde Saufatu Sopoanga am 2. August 2002 zum Premierminister gewählt, wobei er sich mit acht zu sieben Stimmen gegen Amasone Kilei durchsetzen konnte. In Kabinett Sopoanga übernahm der frühere Premierminister Bikenibeu Paeniu das Amt des Finanzministers, während Otinielu Tausi Innenminister wurde. Am 9. September 2003 wurde der frühere Premierminister Faimalaga Luka als neuer Generalgouverneur vereidigt. Am 10. Oktober 2003 übernahm Leti Pelesala das Amt des Innenministers. Am 25. August 2004 unterlag die Regierung von Premierminister Saufatu Sopoanga mit sechs zu acht Stimmen einem Misstrauensvotum. Daraufhin trat Sopoanga am 27. August 2004 als Mitglied des Parlaments zurück, so dass der stellvertretende Premierminister Maatia Toafa kommissarischer Premierminister wurde. Am 28. August 2004 unternahm Generalgouverneur Faimalaga Luka zwei erfolglose Versuche einen neuen Premierminister durch die Fale i Fono wählen zu lassen. Aufgrund der Verfassung Tuvalus musste daher der durch den Rücktritt Sopoangas freigewordene Parlamentssitz bei einer Nachwahl (By-election) zuvor neu besetzt werden. Daraufhin wurde Maatia Toafa am 11. Oktober 2004 mit acht zu sieben Stimmen zum Premierminister gewählt und vereidigt.
Am 15. April 2005 wurde Filoimea Telito als neuer Generalgouverneur vereidigt. Bei den Parlamentswahlen vom 3. August 2006 wurden sieben der 15 Mitglieder der Fale i Fono wiedergewählt, während acht neue Mitglieder ins House of Assembly gewählt wurden. Alle Mitglieder des Kabinetts von Premierminister Maatia Toafa verloren mit Ausnahme des Premierministers selbst ihre Abgeordnetenmandate. Daraufhin wählte das Parlament am 14. August 2006 Apisai Ielemia zum Premierminister. Dieser stellte zugleich sein Kabinett vor, in dem Lotoala Metia Finanzminister und Willy Telavi Innenminister wurden. Ein Referendum zur Monarchie in Tuvalu fand am 30. April 2008 statt. Hierbei waren alle wahlberechtigten Einwohner zur Abstimmung über die Beibehaltung der Monarchie aufgerufen. Bei einer Zustimmung wäre Tuvalu eine Republik geworden. Der Präsident wäre vom Parlament gewählt worden. Das Referendum scheiterte. 679 Stimmen wurden für die Republik, 1260 für die Beibehaltung der Monarchie abgegeben. Die Wahlbeteiligung war sehr niedrig; es wurden nur 1939 der etwa 9000 möglichen Stimmen abgegeben.

#### Die Jahre 2010 bis 2023
Am 16. April 2010 wurde Iakoba Taeia Italeli als neuer Generalgouverneur von Tuvalu vereidigt. Bei den Parlamentswahlen vom 16. September 2010 wurden zehn der 15 Mitglieder des House of Assembly wiedergewählt, darunter auch Premierminister Apisai Ielemia. Dennoch wurde am 29. September 2010 Maatia Toafa zum Premierminister ernannt, nachdem er sich zuvor bei einer Abstimmung in der Fale i Fono mit acht zu sieben Stimmen gegen Kausea Natano durchsetzen konnte. Kurz darauf stellte Toafa sein Kabinett vor, in das Enele Sopoaga als Außenminister und Monise Laafai als Finanzminister berufen wurden, während Willy Telavi sein Amt als Innenminister behielt.
Bereits am 21. Dezember 2010 verlor Premierminister Toafa ein Misstrauensvotum mit sieben zu acht Stimmen. Daraufhin wurde Innenminister Willy Telavi zum neuen Premierminister gewählt, wobei er sich mit acht zu sieben Stimmen gegen den bisherigen Außenminister durchsetzen konnte. Im neuen Kabinett bekleidete Premierminister zugleich weiterhin das Amt des Innenministers, während der frühere Premierminister Apisai Ielemia Außenminister und Lotoala Metia Finanzminister wurden. Am 19. Dezember 2012 verstarb der amtierende Finanzminister Lotoala Metia.
Am 1. August 2013 entließ Generalgouverneur Sir Iakoba Taeia Italeli Premierminister Willy Telavi aus dem Amt und ernannte den früheren Außenminister Enele Sopoaga zum Premierminister einer Übergangsregierung, nachdem die bisherige Regierung einen Misstrauensantrag stellte. Bei der Abstimmung zu diesem Misstrauensantrag unterlag die bisherige Regierung mit vier zu acht Stimmen. Daraufhin wurde Enele Sopoaga am 4. August 2013 mit acht zu fünf Stimmen zum neuen Premierminister gewählt. Als solcher wurde er am 5. August 2013 vereidigt und stellte sein Kabinett vor, dem unter anderem Taukelina Finikaso als Außenminister, der frühere zweimalige Premierminister Maatia Toafa als Finanzminister sowie Namoliki Neemia als Innenminister angehörten. Bei den Parlamentswahlen vom 31. März 2015 wurde die 15 parteilosen Mitglieder, darunter Premierminister Enele Sopoaga ohne Gegenkandidaten, jeweils wiedergewählt. Am 10. April 2015 wurde Enele Sopoaga erneut als Premierminister vereidigt. Sein Kabinett blieb in den Schlüsselpositionen unverändert.
Bei den Parlamentswahlen am 9. September 2019 wurden 16 überparteiliche Mitglieder gewählt, darunter Premierminister Enele Sopoaga. Außenministerin Taukelina Finikaso und Finanzminister Maatia Toafa verloren hingegen ihre Sitze. Am 19. September 2019 wurde Kausea Natano zum Premierminister gewählt, nachdem er zuvor Sopoaga mit zehn zu sechs Stimmen bei der Wahl im Parlament besiegt hatte. Der neuen Regierung gehören Simon Kofe als Außenminister, Katepu Laoi als Innenminister und Seve Paeniu als Finanzminister an.
Am 15. Dezember 2020 verstarb Saufatu Sopoanga, der zwischen 2002 und 2004 das Amt des Premierministers bekleidet hatte. Tofiga Falani wurde am 28. September 2021 als Generalgouverneur vereidigt.